# 大門站 (東京都)
大門站（日语：／ Daimon eki */?）是位於日本東京都港區濱松町，屬於東京都交通局（都營地下鐵）的鐵路車站。

## 概要
此站有淺草線與大江戶線停靠，各自有車站編號，淺草線是A 09、大江戶線是E 20。另外，大江戶線還設有副站名「濱松町」。

## 歷史
- 1964年（昭和39年）10月1日：都營地下鐵1號線開業，成為與國鐵濱松町站和東京單軌電車單軌濱松町站的換乘站。開業時本站為單線車站。
- 1968年（昭和43年）6月15日：完成雙線化。同日京急開設直通都營1號線的班次。
- 1978年（昭和53年）7月1日：都營1號線改稱為淺草線。
- 2000年（平成12年）12月12日：大江戶線開業。同日淺草線「機場快特」班次增停本站。
- 2015年（平成27年）4月1日：淺草線車站業務從新橋站務管理所新橋站務區移交給大門站務管理所大門站務區。
- 2016年（平成28年）4月1日：大門站務管理所改組為大門站務管區。
- 2019年（令和元年）11月16日: 淺草線月台門啟用。

## 車站構造
淺草線為相對式月台2面2線、大江戶線為島式月台1面2線的地下車站。開業當時僅有國道15號地下的淺草線通車，直到世界貿易中心北側的大江戶線車站開業後才成為轉乘站。本站兩線為直角交會。
由於有許多前往羽田機場、成田機場的乘客在本站轉乘，因此月台與付費區內連絡通道之間設有電扶梯，付費區外通道設有電梯。另外，B1出入口是濱松町廣場開幕時所設置。
付費區外聯絡通道有記載大門歷史的銘版。
本站是大門站務管區的所在站，管理大門站務區（大江戶線築地市場站 - 麻布十番站間與淺草線大門站）、青山站務區（大江戶線六本木站 - 代代木站間）、五反田站務區（淺草線西馬込站 - 泉岳寺站間）。
淺草線車站業務已委託給東京都營交通協力會。

### 月台配置
| 月台 | 路線     | 目的地                               |
| ---- | -------- | ------------------------------------ |
| 1    | 淺草線   | 西馬込、京急本線、羽田機場方向       |
| 2    | 淺草線   | 押上、京成本線、北總線、成田機場方向 |
| 3    | 大江戶線 | 門前仲町、兩國、春日方向             |
| 4    | 大江戶線 | 六本木、新宿、都廳前方向             |

（來源：都營地下鐵:車站構內圖 （页面存档备份，存于））

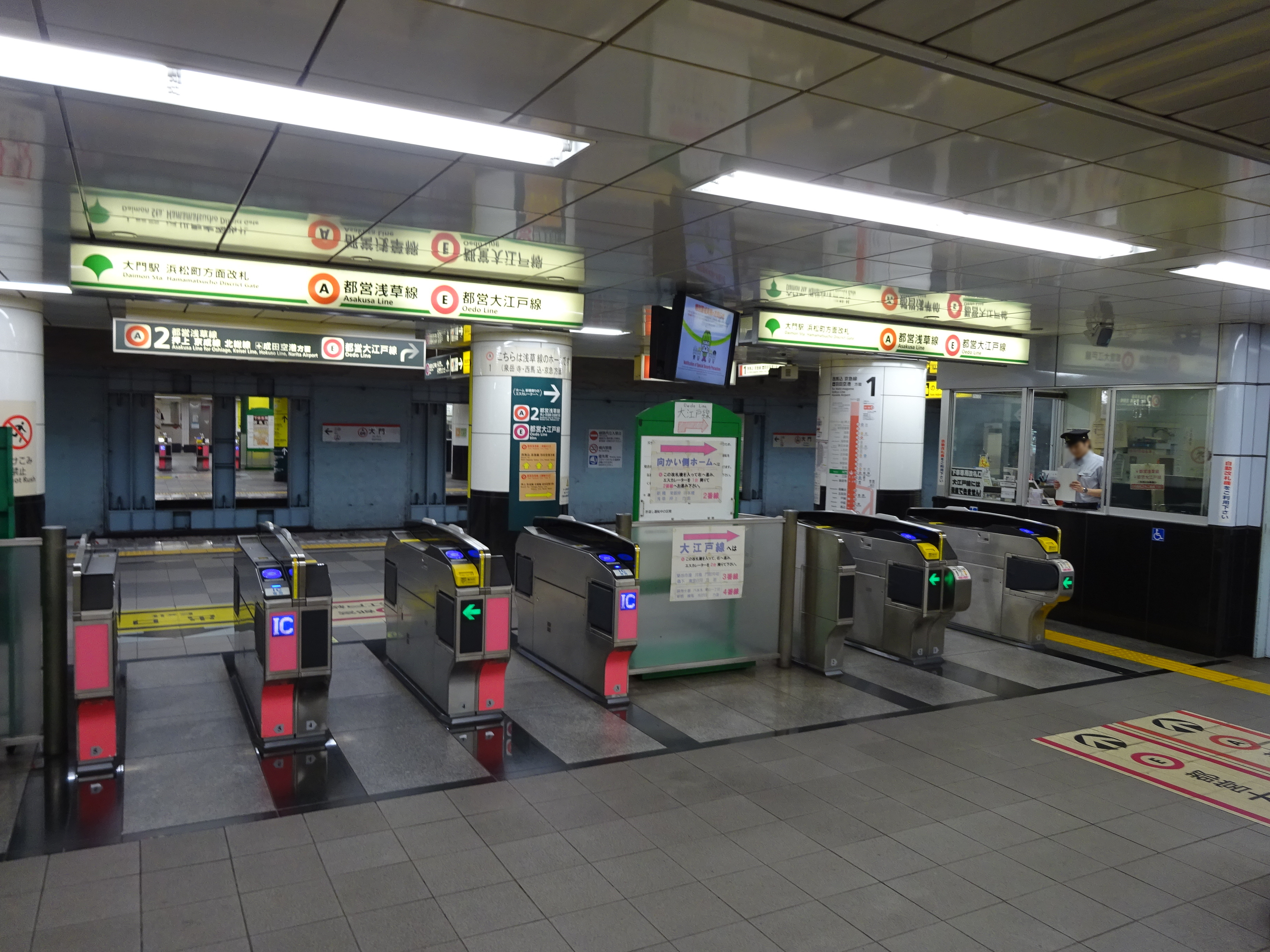
濱松町方向閘口（2016年6月18日）
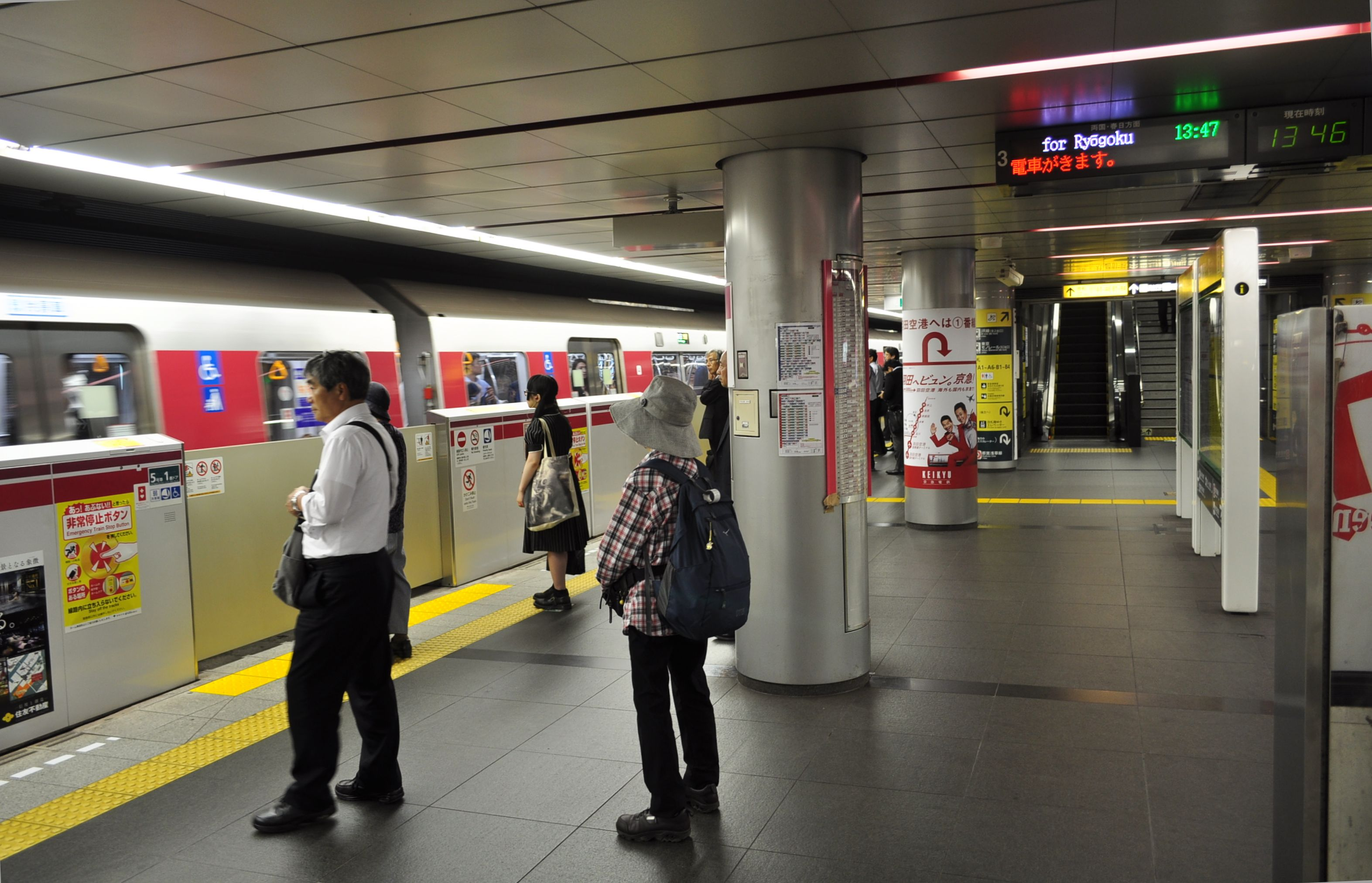
大江戶線往兩國方向月台（2018年5月24日攝）
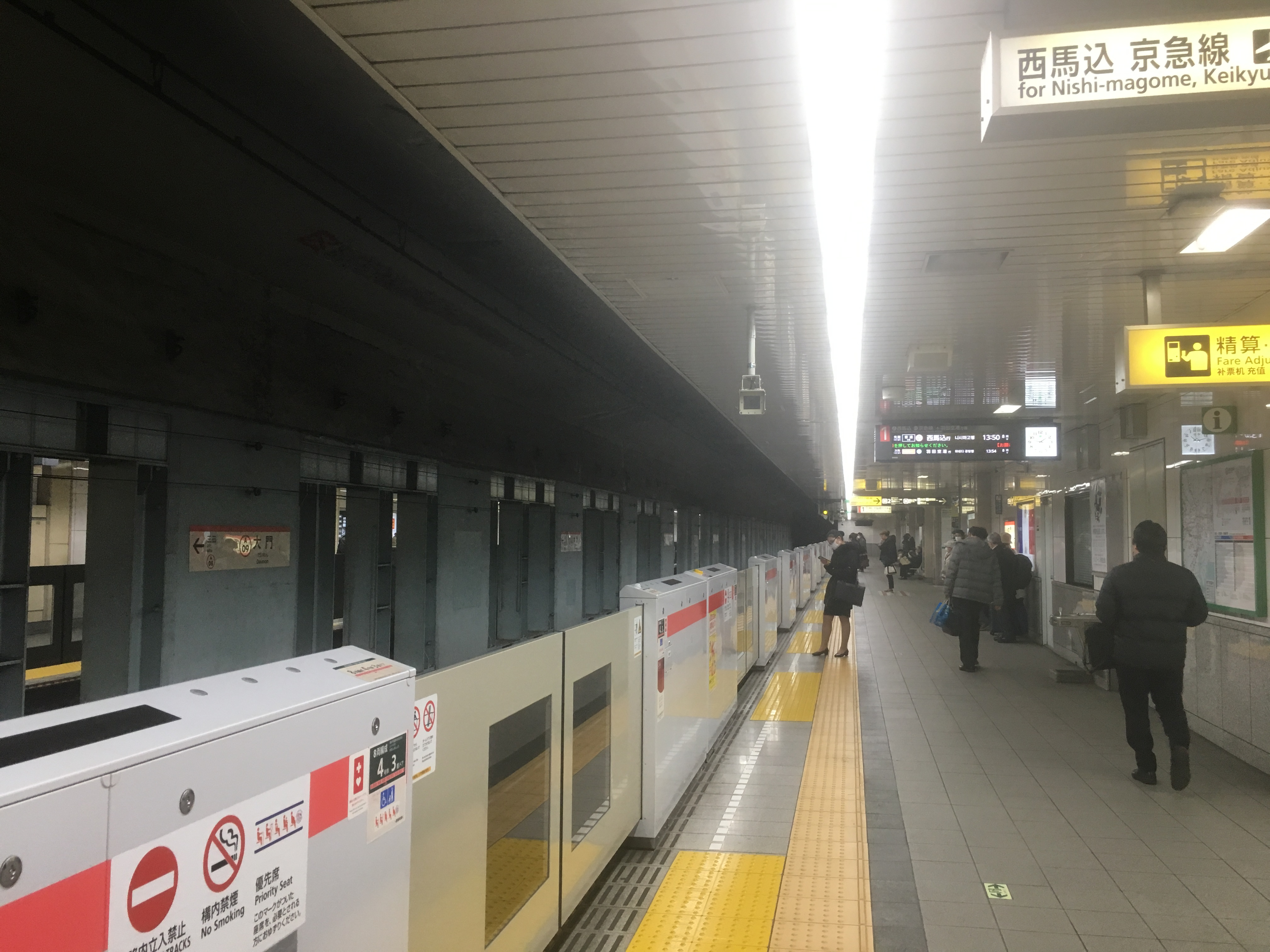
淺草線月台（2020年2月10日）

## 利用狀況
- 都營地下鐵[使用人數 1]
  - 淺草線 - 2017年度1日平均上下車人次為109,543人（上車人次54,630人、下車人次54,913人）。
淺草線全部20個車站當中僅次於押上站、泉岳寺站位居第3位。
  - 大江戶線 - 2017年度1日平均上下車人次為131,584人（上車人次66,103人、下車人次65,481人）。
大江戶線全部38個車站當中僅次於新宿站排名第2位。

近年1日平均上下車人次如下表。
| 年度               | 都營地下鐵         | 都營地下鐵 | 都營地下鐵         | 都營地下鐵 |
| 年度               | 淺草線             | 淺草線     | 大江戶線           | 大江戶線   |
| 年度               | 1日平均 上下車人次 | 增長率     | 1日平均 上下車人次 | 增長率     |
| ------------------ | ------------------ | ---------- | ------------------ | ---------- |
| 2003年（平成15年） | 74,135             | 1.8%       | 89,177             | 4.4%       |
| 2004年（平成16年） | 73,754             | −0.5%      | 89,385             | 0.2%       |
| 2005年（平成17年） | 77,096             | 4.5%       | 93,518             | 4.6%       |
| 2006年（平成18年） | 81,028             | 5.1%       | 98,616             | 5.5%       |
| 2007年（平成19年） | 87,156             | 7.6%       | 108,660            | 10.2%      |
| 2008年（平成20年） | 90,230             | 3.5%       | 112,662            | 3.7%       |
| 2009年（平成21年） | 90,522             | 0.3%       | 112,126            | −0.5%      |
| 2010年（平成22年） | 90,144             | −0.4%      | 112,829            | 0.6%       |
| 2011年（平成23年） | 87,704             | −2.7%      | 109,570            | −2.9%      |
| 2012年（平成24年） | 90,926             | 3.7%       | 114,078            | 4.1%       |
| 2013年（平成25年） | 94,181             | 3.6%       | 117,881            | 3.3%       |
| 2014年（平成26年） | 96,800             | 2.8%       | 120,104            | 1.9%       |
| 2015年（平成27年） | 102,390            | 5.2%       | 124,776            | 3.9%       |
| 2016年（平成28年） | 106,199            | 3.7%       | 127,917            | 2.5%       |
| 2017年（平成29年） | 109,543            | 3.1%       | 131,584            | 2.8%       |

### 各年度1日平均上車人次（1964年－2000年）
| 年度               | 淺草線 | 大江戶線 | 來源              |
| ------------------ | ------ | -------- | ----------------- |
| 1964年（昭和39年） | 2,582  | 未 開 業 | [ 東京都統計 1 ]  |
| 1965年（昭和40年） | 3,273  | 未 開 業 | [ 東京都統計 2 ]  |
| 1966年（昭和41年） | 3,925  | 未 開 業 | [ 東京都統計 3 ]  |
| 1967年（昭和42年） | 4,681  | 未 開 業 | [ 東京都統計 4 ]  |
| 1968年（昭和43年） | 6,268  | 未 開 業 | [ 東京都統計 5 ]  |
| 1969年（昭和44年） | 9,093  | 未 開 業 | [ 東京都統計 6 ]  |
| 1970年（昭和45年） | 11,067 | 未 開 業 | [ 東京都統計 7 ]  |
| 1971年（昭和46年） | 12,254 | 未 開 業 | [ 東京都統計 8 ]  |
| 1972年（昭和47年） | 12,633 | 未 開 業 | [ 東京都統計 9 ]  |
| 1973年（昭和48年） | 12,068 | 未 開 業 | [ 東京都統計 10 ] |
| 1974年（昭和49年） | 11,134 | 未 開 業 | [ 東京都統計 11 ] |
| 1975年（昭和50年） | 11,033 | 未 開 業 | [ 東京都統計 12 ] |
| 1976年（昭和51年） | 10,685 | 未 開 業 | [ 東京都統計 13 ] |
| 1977年（昭和52年） | 11,025 | 未 開 業 | [ 東京都統計 14 ] |
| 1978年（昭和53年） | 10,518 | 未 開 業 | [ 東京都統計 15 ] |
| 1979年（昭和54年） | 10,637 | 未 開 業 | [ 東京都統計 16 ] |
| 1980年（昭和55年） | 11,184 | 未 開 業 | [ 東京都統計 17 ] |
| 1981年（昭和56年） | 11,581 | 未 開 業 | [ 東京都統計 18 ] |
| 1982年（昭和57年） | 12,710 | 未 開 業 | [ 東京都統計 19 ] |
| 1983年（昭和58年） | 13,689 | 未 開 業 | [ 東京都統計 20 ] |
| 1984年（昭和59年） | 14,605 | 未 開 業 | [ 東京都統計 21 ] |
| 1985年（昭和60年） | 14,973 | 未 開 業 | [ 東京都統計 22 ] |
| 1986年（昭和61年） | 15,742 | 未 開 業 | [ 東京都統計 23 ] |
| 1987年（昭和62年） | 16,642 | 未 開 業 | [ 東京都統計 24 ] |
| 1988年（昭和63年） | 16,910 | 未 開 業 | [ 東京都統計 25 ] |
| 1989年（平成元年） | 17,460 | 未 開 業 | [ 東京都統計 26 ] |
| 1990年（平成02年） | 17,816 | 未 開 業 | [ 東京都統計 27 ] |
| 1991年（平成03年） | 19,281 | 未 開 業 | [ 東京都統計 28 ] |
| 1992年（平成04年） | 19,660 | 未 開 業 | [ 東京都統計 29 ] |
| 1993年（平成05年） | 19,288 | 未 開 業 | [ 東京都統計 30 ] |
| 1994年（平成06年） | 19,874 | 未 開 業 | [ 東京都統計 31 ] |
| 1995年（平成07年） | 19,648 | 未 開 業 | [ 東京都統計 32 ] |
| 1996年（平成08年） | 19,896 | 未 開 業 | [ 東京都統計 33 ] |
| 1997年（平成09年） | 20,153 | 未 開 業 | [ 東京都統計 34 ] |
| 1998年（平成10年） | 19,430 | 未 開 業 | [ 東京都統計 35 ] |
| 1999年（平成11年） | 17,563 | 未 開 業 | [ 東京都統計 36 ] |
| 2000年（平成12年） | 17,545 | 15,082   | [ 東京都統計 37 ] |

### 各年度1日平均上車人次（2001年以後）
近年1日平均上車人次推移如下表。
| 年度               | 淺草線 | 大江戶線 | 來源              |
| ------------------ | ------ | -------- | ----------------- |
| 2001年（平成13年） | 18,340 | 21,436   | [ 東京都統計 38 ] |
| 2002年（平成14年） | 18,756 | 24,384   | [ 東京都統計 39 ] |
| 2003年（平成15年） | 18,489 | 25,096   | [ 東京都統計 40 ] |
| 2004年（平成16年） | 18,293 | 25,479   | [ 東京都統計 41 ] |
| 2005年（平成17年） | 18,962 | 26,427   | [ 東京都統計 42 ] |
| 2006年（平成18年） | 39,833 | 49,079   | [ 東京都統計 43 ] |
| 2007年（平成19年） | 42,967 | 54,415   | [ 東京都統計 44 ] |
| 2008年（平成20年） | 44,685 | 56,679   | [ 東京都統計 45 ] |
| 2009年（平成21年） | 44,929 | 56,372   | [ 東京都統計 46 ] |
| 2010年（平成22年） | 44,781 | 56,693   | [ 東京都統計 47 ] |
| 2011年（平成23年） | 43,571 | 55,104   | [ 東京都統計 48 ] |
| 2012年（平成24年） | 45,022 | 57,537   | [ 東京都統計 49 ] |
| 2013年（平成25年） | 46,268 | 59,380   | [ 東京都統計 50 ] |
| 2014年（平成26年） | 48,077 | 60,376   | [ 東京都統計 51 ] |
| 2015年（平成27年） | 50,948 | 62,623   | [ 東京都統計 52 ] |
| 2016年（平成28年） | 52,853 | 64,214   | [ 東京都統計 53 ] |
| 2017年（平成29年） | 54,630 | 66,103   |                   |

備註
1. ↑  1964年10月1日開業。開業日起至翌年3月31日合計182日間資料。
2. ↑  2000年12月12日開業。開業日起至翌年3月31日合計110日間資料。

## 車站周邊
- 增上寺
- 世界貿易中心大廈－連接以下車站
  - 東日本旅客鐵道（JR東日本）山手線、京濱東北線濱松町站
  - 東京單軌電車東京單軌電車羽田機場線單軌電車濱松町站
- 港區役所（日语：港区役所 (東京都)）
- 文化放送
  - 文化放送Media Plus（日语：文化放送メディアプラス）
- 汐留芝離宮大廈
- 汐留大廈（日语：汐留ビルディング）
  - Hamasite Gourmet（日语：ハマサイト・グルメ）
- 濱松町廣場（日语：浜松町スクエア）
- 舊芝離宮恩賜庭園
- 東京都立芝商業高等學校（日语：東京都立芝商業高等学校）
- 芝大神宮
- 綜合地所（日语：総合地所）總部
- 三菱東京UFJ銀行大門站前出張所[]

### 巴士
最近的巴士站有第一京濱的大門站前與濱松町站前的濱松町站前、世界貿易中心大廈內的濱松町巴士總站。以下路線由東京都交通局、KM觀光運行。
大門站前
- 都06系統：往澀谷站前、往新橋站前
- 濱95系統：往品川車庫、往東京鐵塔

濱松町站前
- 濱95系統：往品川車庫、往東京鐵塔
- km花巴士：往濱松町站（總站）、往東京Big Sight、往國際展示場站前

濱松町巴士總站

## 站名由來

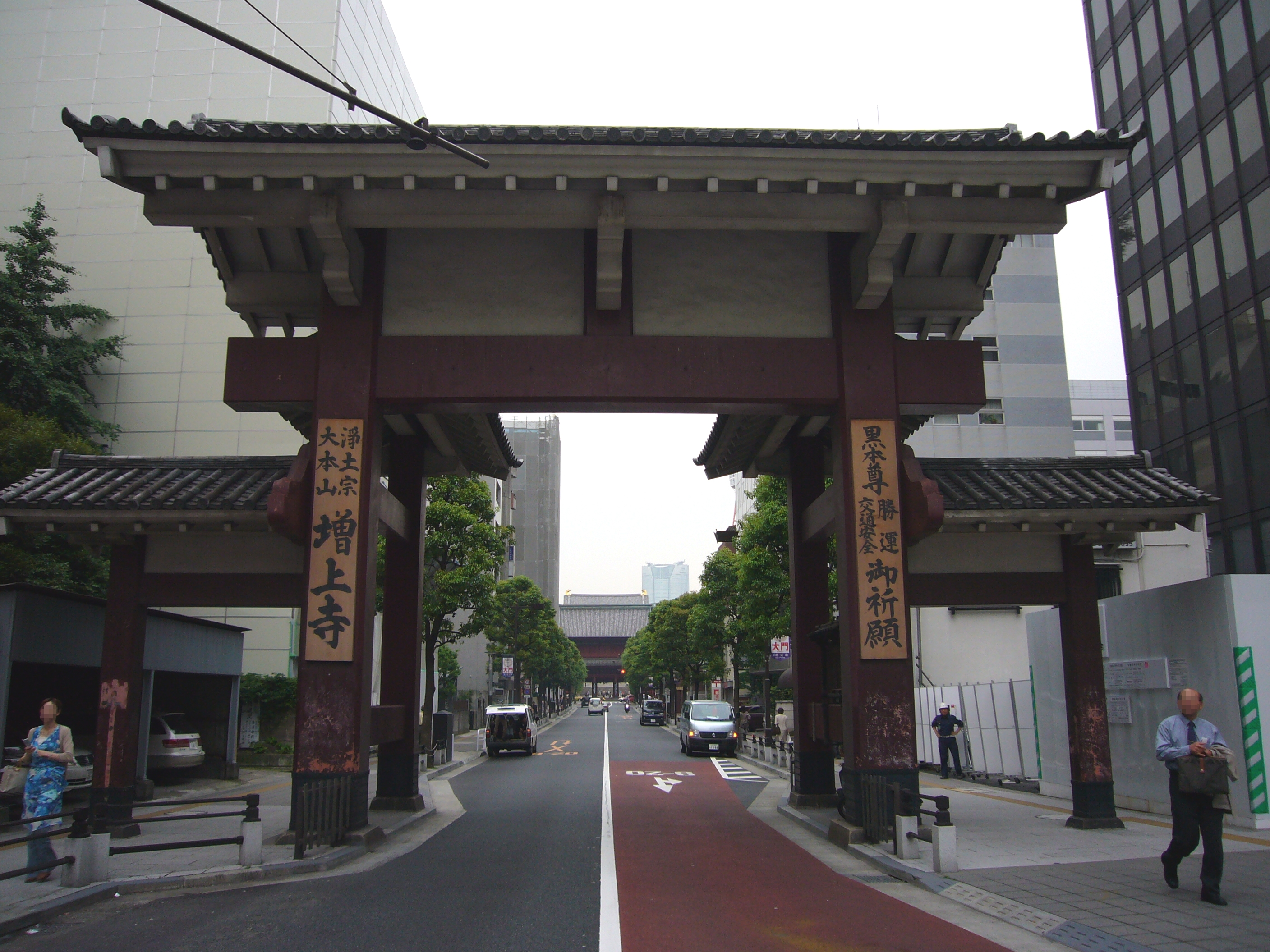
增上寺總門

站名「大門」，是指本站附近的著名寺廟增上寺的總門。
建設大江戶線時，本站暫稱為濱松町站，但最終採用淺草線的站名，而以「濱松町」為副站名。自開業起，大江戶線列車的車廂廣播亦包含副站名：「下一站，大門（濱松町）」。

## 相鄰車站
都營地下鐵
 淺草線（泉岳寺－新橋間全部列車各站停車） 
三田（A 08）－大門（A 09）－新橋（A 10）
 大江戶線
汐留（E 19）－大門（E 20）－赤羽橋（E 21）

## 外部連結
- 大門 - 東京都交通局

35°39′24.4″N 139°45′16.8″E / 35.656778°N 139.754667°E